# Metal Evolution
Metal Evolution es una serie documental de 2011 dirigida por el antropólogo y cineasta Sam Dunn y el director, productor y supervisor musical Scot McFadyen sobre los subgéneros del Heavy metal.
Sus orígenes provienen del primer documental de Dunn, Metal: A Headbanger's Journey, que incluía el aclamado "Árbol de géneros del heavy metal".

## Resumen
Metal Evolution se divide en episodios sobre una parte diferente de la historia del metal. La serie incluye entrevistas con y sobre Alice Cooper, Slash, Lemmy, Rob Zombie, Megadeth, Metallica, Iron Maiden, Black Sabbath, Deep Purple, Slayer, Judas Priest, Van Halen, Whitesnake, Def Leppard, The Stooges, ZZ Top, Soundgarden, Mötley Crüe, Poison, Rage Against the Machine, Alice in Chains, Korn, Slipknot y Lamb of God, entre otros.

## Historia
La serie se ideó después de los comentarios recibidos sobre el documental Metal: A Headbanger's Journey. "Algunas personas dijeron que deseaban que la película durara ocho horas", afirmó Dunn. El "Árbol de géneros del heavy metal" del documental influyó mucho en la serie Metal Evolution, y el blog oficial de Banger Films señaló que usando este árbol de 26 subgéneros como "hoja de ruta", el presentador/productor y antropólogo Sam Dunn cruzó el mundo explorando la vasta historia del heavy metal a lo largo de sus más de 40 años de historia.

## Episodios
| N.º | Título                            | Fecha de emisión original |
| --- | --------------------------------- | ------------------------- |
| 1 | «Pre Metal»                       | 11 de noviembre de 2011   |
| Rastrear los orígenes del metal es una odisea fantasmagórica que atraviesa ciudades y países, océanos y continentes. Para Sam Dunn, la parada número 1 en este peregrinaje del heavy metal es el lugar de nacimiento del progenitor indiscutible del metal: el rock 'n' roll. |                                   |                           |
| 2 | «Early Metal Part 1: US Division» | 19 de noviembre de 2011   |
| El inicio del metal en Estados Unidos comienza con las bandas Ted Nugent & The Amboy Dukes, The Frost, Iggy & The Stooges, MC5 y, por supuesto, KISS. |                                   |                           |
| 3 | «Early Metal Part 2: UK Division» | 3 de diciembre de 2011    |
| Las primeras bandas británicas, influenciadas por el blues, aumentaron los amplificadores y usaron la distorsión en las guitarras para dar los primeros grupos con sonido pre-metal: Led Zeppelin, Deep Purple y, por supuesto, Black Sabbath (que la mayoría considera la primera banda de heavy metal). Aunque estas bandas no se identificaron con la etiqueta de heavy metal, Judas Priest adoptó adoptó esta etiqueta y le dio la apariencia y el sonido distintivos del género.                                   |                                   |                           |
| 4 | «New Wave of British Heavy Metal» | 10 de diciembre de 2011   |
| El movimiento comenzó a crecer y fue encabezado por grupos como Motörhead, Diamond Head e Iron Maiden que comenzó a llenar clubes y luego vendió millones de álbumes. Los medios y los sellos discográficos ya no podían ignorar a estas bandas y se convirtieron en una fuerza importante en la música que había que tener en cuenta, este fenómeno se denominó Nueva ola del heavy metal británico. Otros grupos destacados de este movimiento fueron Saxon, Tygers of Pan Tang, Angel Witch, Raven y Praying Mantis. |                                   |                           |
| 5 | «Glam»                            | 17 de diciembre de 2011   |
| Vince Neil de Mötley Crüe y Michael Anthony de Van Halen, contarán su versión de la historia, revelando las actitudes, influencias y decisiones que los guiaron durante esos días embriagadores de exceso desenfrenado en el famoso Sunset Strip de Los Ángeles. Músicos como Scott Ian de Anthrax y Slash de Guns N' Roses discutirán las razones detrás del menosprecio al glam: la idea de que el glam redujo el metal a una caricatura.                                                                             |                                   |                           |
| 6 | «Thrash»                          | 31 de diciembre de 2011   |
| Una nueva generación de bandas de metal estadounidense irrumpió en California y la costa este. Encabezados por Metallica, Anthrax, Slayer y Megadeth, combinaron influencias del metal clásico y la NWOBHM y las llevaron a extremos de velocidad e intensidad. |                                   |                           |
| 7 | «Grunge»                          | 7 de enero de 2012        |
| En este episodio se explora el movimiento grunge desde un enfoque decididamente más fresco, lo que nos lleva a hacer dos preguntas fundamentales: "¿Por qué el grunge polarizó a la comunidad metalera?" y "¿Cuáles son las verdaderas raíces del grunge?". |                                   |                           |
| 8 | «Nu Metal»                        | 14 de enero de 2012       |
| Las primeras influencias provinieron de bandas como Anthrax y su colaboración de 1991 con Public Enemy, Faith No More y Sepultura con su álbum de Roots (1996). Esto generó el surgimiento de un nuevo género musical influenciado por dos fuerzas aparentemente opuestas: el hip hop y el hard rock. El nu metal se abrió camino y dio paso a bandas como Korn, Deftones, Rage Against the Machine y Limp Bizkit. |                                   |                           |
| 9 | «Shock Rock»                      | 21 de enero de 2012       |
| El Shock Rock se define por sus imágenes y su imagen pública, no por su sonido. Este episodio se enfoca en el impacto del metal al empujar los límites cuando se trata de imágenes inquietantes y horribles. Desde su primera figura importante Alice Cooper en la década de 1970, los pioneros del black metal Venom y Mercyful Fate en la década de 1980, hasta Marilyn Manson, Slipknot y Rammstein. |                                   |                           |
| 10 | «Power Metal»                     | 28 de enero de 2012       |
| Rastreando sus raíces en Europa, se analizan las diferencias entre el heavy metal tradicional y el power metal, y se identifican los lazos del power metal con la música clásica europea. Las entrevistas incluyen a Yngwie Malmsteen, miembros de Blind Guardian, HammerFall, Helloween, Rhapsody, Kamelot, DragonForce y Nightwish. |                                   |                           |
| 11 | «Progressive Metal»               | 4 de febrero de 2012      |
| El final de la serie presenta el subgénero metal progresivo, influenciado por el rock progresivo y que utilizó sonidos texturizados y arreglos intrincados. Los máximos exponentes del rock progresivo son la banda canadiense Rush, y en los noventa bandas como Tool, Queensrÿche, Dream Theater, Mastodon, Meshuggah y The Dillinger Escape Plan. |                                   |                           |